# Carlo Speroni

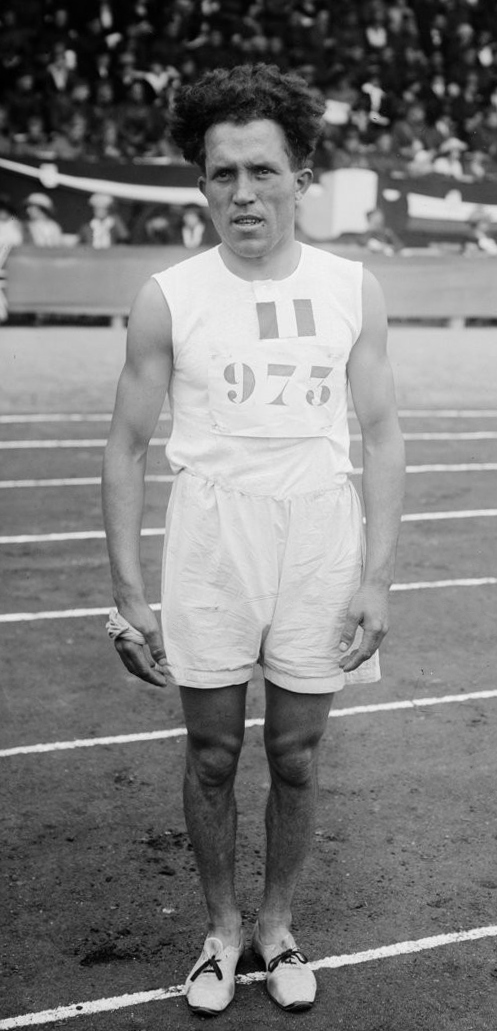
Carlo Speroni, 1919

Carlo Speroni (* 13. Juli 1895 in Busto Arsizio; † 12. Oktober 1969) war ein italienischer Langstreckenläufer.
Bei den Olympischen Spielen 1912 in Stockholm erreichte er im Marathon nicht das Ziel.
1920 wurde er bei den Olympischen Spielen in Antwerpen Siebter über 5000 m. Über 10.000 m gab er auf, und im 3000-Meter-Mannschaftsrennen trug er mit einem 17. Platz zum fünften Platz des italienischen Teams bei.
Bei den Olympischen Spielen 1924 in Paris erreichte er weder über 10.000 m noch im Crosslauf das Ziel.
Fünfmal wurde er Italienischer Meister über 10.000 m (1914, 1920, 1921, 1924, 1925), dreimal im 20-km-Straßenlauf (1912–1914) und je zweimal über 5000 m (1920, 1921) und im Crosslauf (1913, 1915).

## Persönliche Bestzeiten
- 5000 m: 15:24,6 min, 12. Oktober 1919, Verona
- 10.000 m: 32:03,8 min, 11. Mai 1924, Busto Arsizio
- Marathon: 2:44:58 h, 12. Mai 1913, Mailand